# Fosfofibrite
La fosfofibrite è un minerale.